# Rio Ferdinand
Rio Ferdinand (London, 7. studenog 1978.) je engleski umirovljeni nogometaš, koji je zadnje igrao za klub Queens Park Rangers, u koji je prešao iz Manchester Uniteda. Karijeru je započeo u West Hamu, te je nakon toga prešao u Leeds, da bi 2002. potpisao za crvene vragove.

## Trofeji

### Trofeji sManchester Unitedom
- FA Premier Liga:

- Pobjednik (5): 2002./03., 2006./07., 2007./08., 2008./09., 2010./11.
- Drugoplasirani (3): 2006., 2010., 2012.

- FA kup:

- Pobjednik (1): 2003./04.

- Finalist (2): 2004./05., 2006./07.

- Liga kup:

- Pobjednik (2): 2005./06., 2008./09.
- Finalist (1): 2002./03.

- FA Community Shield:

- Pobjednik (4): 2003., 2007., 2008., 2011.

- UEFA Liga prvaka:

- Pobjednik (1): 2007./08.

- FIFA Svjetsko klupsko prvenstvo:

- Pobjednik (1): 2008.

### Osobni trofeji
FA Premier Liga idealna momčad sezone:
- s Manchester Unitedom: 2004/2005, 2006/2007, 2007/2008
- s Leedsom: 2001/2002